# Сонячне (Запорізький район)
Со́нячне — селище в Україні, у Широківській сільській громаді Запорізького району Запорізької області. Населення становить 588 осіб. До 2016 орган місцевого самоврядування — Сонячна сільська рада.

## Географія

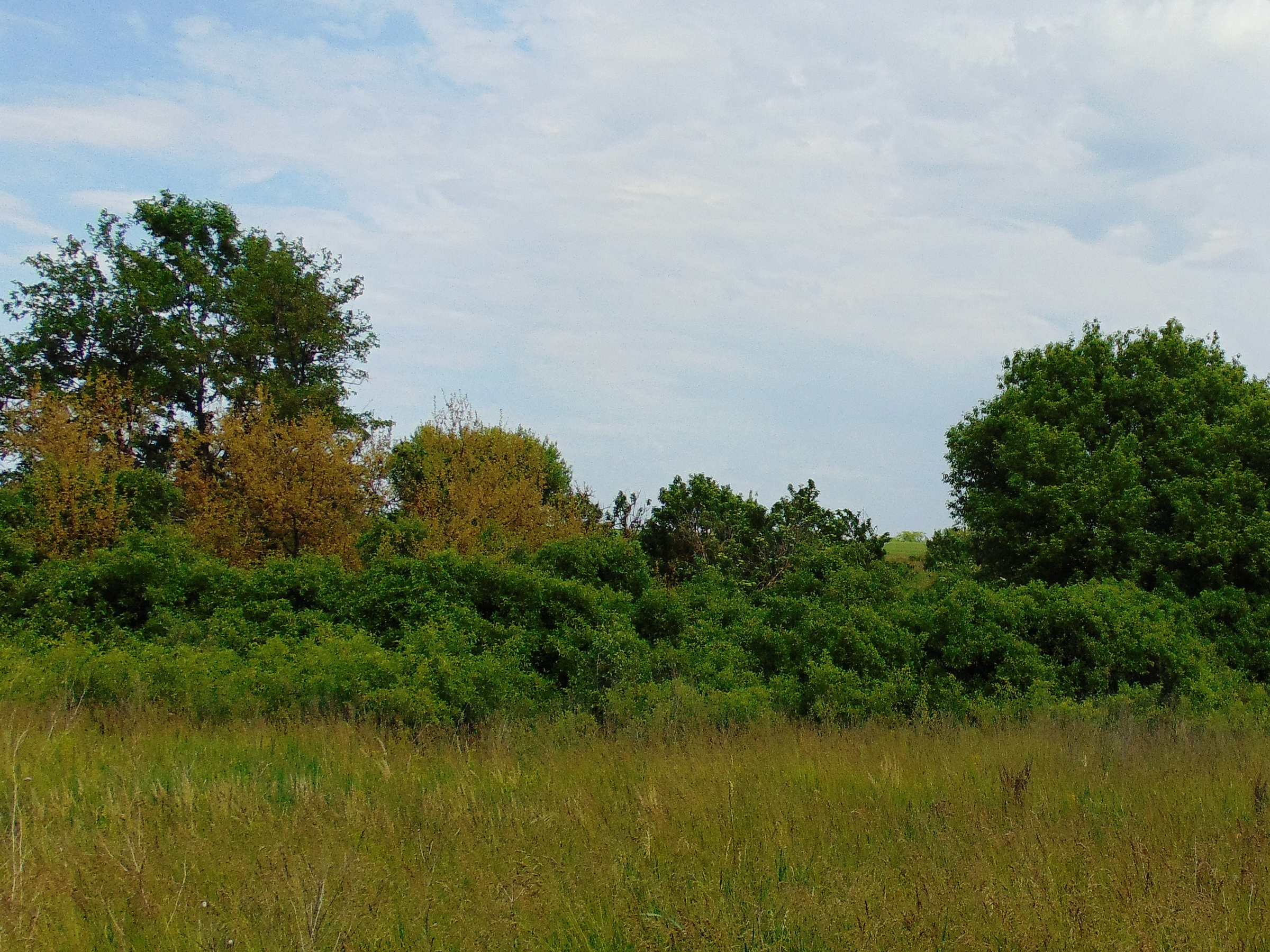
Ландшафтний заказник «Балка Хуторська»

Селище Сонячне примикає до міста Запоріжжя (район Осипенківський). Поруч проходять автомобільна дорога Н08 і залізниця, станція Хортиця за 1 км.
За східною околицею селища розташована велика балка Хуторська. По днищу балки протікає струмок, який є складовою частиною долини р. Верхня Хортиця (ліва притока). У верхів'ях балки в 1998 році створено ландшафтний заказник «Балка Хуторська». У заказнику зростають 8 видів рослин, занесених до Червоної книги України та 9 видів, занесених до Червоного списку рослин Запорізької області. Крім того, на території заказника зареєстровано 6 раритетних видів тварин.

## Історія
- 1927 - дата заснування як села Приміське.
- 1986 - взяте на облік (утворене) селище Сонячне [2]
- В 1991 році перейменоване в село Сонячне.
- 12 червня 2020 року, відповідно до Розпорядження Кабінету Міністрів України від № 713-р «Про визначення адміністративних центрів та затвердження територій територіальних громад Запорізької області», увійшло до складу Широківської сільської громади.[3]
- 19 липня 2020 року, в результаті адміністративно-територіальної реформи та ліквідації колишнього Запорізького району(1965-2020), селище увійшло до складу новоутвореного Запорізького району.[4]

## Населення

### Мова
Розподіл населення за рідною мовою за даними перепису 2001 року:
| Мова            | Кількість | Відсоток |
| --------------- | --------- | -------- |
| українська      | 438       | 74.49%   |
| російська       | 149       | 25.34%   |
| інші/не вказали | 1         | 0.17%    |
| Усього          | 588       | 100%     |

## Економіка
- Інститут олійних культур НААН України.
- Дослідне господарство «Сонячне».
- Запорізький арматурний завод.
- Склад «Райпостач».

## Об'єкти соціальної сфери
- Запорізька районна дитяча-юнацька спортивна школа «Колос».